# トゥルー・ラブ?
『トゥルー・ラブ?』（英: Tru Loved）は、2008年に製作されたアメリカ合衆国の映画。
2009年7月11日、第18回東京国際レズビアン&ゲイ映画祭でアジアで初上映された。

## キャスト
- トゥルー：ナヴァラ・タウンゼンド
- トレヴァー：ジェイク・アベル
- ロデル：マシュー・トンプソン
- レズリー：アレクサンドラ・ポール
- リサ：シンダ・ウィリアムズ
- ブッシュネル：アレック・マパ
- ダニエル：ブルース・ヴィランク
- メープル：ジェーン・リンチ
- 祖母：ニシェル・ニコルズ
- シンシア：ジャスミン・ガイ
- ミュラー：エレイン・ヘンドリックス
- マヌエル：ジョセフ・ジュリアン・ソリア
- ベラスケス：トニー・ブラウン